# پرازسکا
پرازسکا (به لاتین: Praszka) یک شهر و گمینا در لهستان است که در گمینا پراشکا واقع شده‌است. پرازسکا ۹٫۴۵ کیلومتر مربع مساحت و ۱۱٬۰۰۰ نفر جمعیت دارد.